# Ashchurch Rural
Ashchurch Rural est une paroisse civile du Gloucestershire, en Angleterre.